# Kamienica przy ulicy Antoniego 36/38 we Wrocławiu
Kamienica przy ulicy Antoniego 36/38 – kamienica, znajdująca się przy ulicy Antoniego we Wrocławiu. 

## Historia kamienicy
Kamienica została wzniesiona w latach 1898–1899 roku, według projektu Josepha Wittckego. Za jego realizację odpowiedzialny był mistrz murarski Heinrich. Budynek zajmował dwie parcele i był czteroskrzydłowy z wewnętrznym dziedzińcem. Od strony zachodniej przylegał do kościoła św. Antoniego, a od strony południowo-zachodniej sięgał do parceli przy ulicy Włodkowica 25–27. Frontowa część budynku była 3-traktowa, wschodnie skrzydło jednotraktowe, a skrzydła zachodnie i południowe – dwuskrzydłowe. Do każdego skrzydła prowadziły osobne klatki schodowe. Główna część kamienicy od strony ul. Antoniego miała cztery kondygnacje i poddasze. Jej symetryczna kompozycja podkreślona była w skrajnych osiach potrójnymi oknami i ozdobnymi szczytami, na których umieszczono inicjały "O.H". W osi budynku znajdowały się dwa otwory wejściowe (obecnie znajdują się tu okna), a na wyższych kondygnacjach znajdowały się okna podwójne, podwójne zdwojone i w czwartej kondygnacji poczwórne. W części szczytowej znajdowało się potrójne okno nad nim gzyms wieńczący, a następnie półokrągły tympanon z figurą trzymającą maszt flagowy (niezachowana). Druga, trzecia i czwarta kondygnacja wyróżniona jest loggiami i balkonami. Cała elewacja ozdobiona została detalami neogotyckimi, m.in. motywami maswerkowymi i tarczami herbowymi oraz ozdobami neobarokowymi, m.in. postumentami zwieńczonymi kolumnami oraz muszlami w szczytach. 

## Po 1945 roku
Działania wojenne w 1945 roku tylko częściowo zniszczyły kamienicę. Nie zachowały się skrzydła budynku i została ona podwyższona o dwie kondygnacje poddasza. 